# Destinología
Destinología es el tercer álbum de estudio del grupo musical argentino Tan Biónica. Fue lanzado a la venta el 20 de mayo de 2013. Fue grabado entre 2012 y 2013, siendo masterizado por Sterling Sounds en la ciudad de Nueva York. Su presentación oficial se realizó los días 8 y 9 de junio del mismo año en Quality Espacio, en la ciudad de Córdoba, dando así inicio al Tour Destinológico, una gira musical que concluyó el 7 de diciembre de 2014 con un concierto en el Hipódromo de Palermo ante más de cien mil personas.

## Promoción

### Tour
Para la promoción de Destinología, Tan Biónica llevó adelante el Tour Destinológico, una gira de alrededor de sesenta conciertos que fue llevando a la banda a diversos puntos de la República Argentina y Uruguay, así como también a otros países de América Latina como Paraguay, México y Colombia. El mismo culminó con un show en el Hipódromo de Palermo ante más de cien mil espectadores, donde al final la pantalla gigante del escenario mostró el mensaje “Adiós Destinología, Hola Mundo”, haciendo referencia al nombre de su posterior y último disco.

### Sencillos
El primer corte, «Ciudad mágica», fue dado a conocer el 30 de noviembre de 2012, y se convirtió en una de las canciones del verano. Muy pocos días después, el 4 de diciembre de 2012, fue subido un video en el cual Chano interpretaba,acompañándose con guitarra,un fragmento de «Tus ojos mil». De acuerdo a él, esto fue una especie de guiño a los seguidores que están más pendientes de la banda, ya que días después, en el recital que ofrecieron gratuitamente el 8 de diciembre de 2012 en Avenida Figueroa Alcorta y Pampa, el #8D, se recreó exactamente la misma escena para interpretar el fragmento. Este concierto significó el cierre definitivo de la "etapa Obsesionario", y allí «Ciudad mágica» fue interpretada en vivo por primera vez. Al día siguiente, el 9 de diciembre de 2012, se estrenó el video musical de la canción.
Luego de que se diera a conocer el nombre del nuevo trabajo el 27 de marzo de 2013, «La melodía de Dios» vio la luz como segundo sencillo el 21 de abril de 2013. El video musical de este tema se estrenó días después de lanzamiento de Destinología en formato físico, el 2 de junio de 2013.
El tercer sencillo del álbum fue «Música», que fue presentado como tal el 24 de septiembre de 2013. El 22 de noviembre de 2013 fue estrenado su video musical, fecha que coincide con el día de Santa Cecilia, patrona de la música.
El 1 de enero de 2014, se presentó «Mis noches de enero» como el cuarto corte de difusión. El video musical correspondiente a la canción se estrenó el 31 de enero de 2014.

## Lista de canciones
Todas las letras escritas por Chano Moreno Charpentier.
| Destinología |                                                             |               |          |  |
| N.º          | Título                                                      | Música        | Duración |  |
| 1.           | «Ciudad mágica» (Grabado entre octubre y noviembre de 2012) | Tan Biónica   | 3:30     |  |
| 2.           | «La melodía de Dios»                                        | Tan Biónica   | 4:46     |  |
| 3.           | «Mis noches de enero»                                       | Chano · Bambi | 4:54     |  |
| 4.           | «Tus ojos mil» (Grabado en noviembre de 2012)               | Chano · Bambi | 4:06     |  |
| 5.           | «Música»                                                    | Bambi         | 5:25     |  |
| 6.           | «Hola noviembre»                                            | Chano · Bambi | 3:35     |  |
| 7.           | «Vámonos»                                                   | Chano · Bambi | 3:02     |  |
| 8.           | «Mi vida secreta»                                           | Chano · Bambi | 3:25     |  |
| 9.           | «Momentos de mi vida»                                       | Tan Biónica   | 4:14     |  |
| 10.          | «El asunto»                                                 | Bambi         | 2:52     |  |
| 11.          | «Poema de los cielos»                                       | Chano · Bambi | 3:29     |  |
| 12.          | «Sinfonía de los mares» (instrumental)                      | Chano · Bambi | 1:07     |  |
| 44:25        |                                                             |               |          |  |

| Destinología (Black Edition) |                                        |               |          |  |
| N.º                          | Título                                 | Música        | Duración |  |
| 1.                           | «Preludio del Alba» (Instrumental)     | Bambi · Diega | 2:42     |  |
| 2.                           | «Ciudad mágica»                        | Tan Biónica   | 3:30     |  |
| 3.                           | «La melodía de Dios»                   | Tan Biónica   | 4:46     |  |
| 4.                           | «Mis noches de enero»                  | Chano · Bambi | 4:54     |  |
| 5.                           | «Tus ojos mil»                         | Chano · Bambi | 4:06     |  |
| 6.                           | «Música»                               | Bambi         | 5:25     |  |
| 7.                           | «Hola noviembre»                       | Chano · Bambi | 3:35     |  |
| 8.                           | «Vámonos»                              | Chano · Bambi | 3:02     |  |
| 9.                           | «Mi vida secreta»                      | Chano · Bambi | 3:25     |  |
| 10.                          | «Momentos de mi vida»                  | Tan Biónica   | 4:14     |  |
| 11.                          | «El asunto»                            | Bambi         | 2:52     |  |
| 12.                          | «Poema de los cielos»                  | Chano · Bambi | 3:29     |  |
| 13.                          | «Sinfonía de los mares» (instrumental) | Chano · Bambi | 1:07     |  |
| 47:01                        |                                        |               |          |  |

| iTunes bonus track |                                 |          |  |
| N.º                | Título                          | Duración |  |
| 13.                | «Ciudad Mágica» (En vivo)       |          |  |
| 14.                | «Mis noches de enero» (En vivo) |          |  |
| 15.                | «La melodía de Dios» (En vivo)  |          |  |

## Posicionamiento en listas
| Listas (2013)     | Mejor posición |
| ----------------- | -------------- |
| Argentina (CAPIF) | 1              |

| Listas (2013)     | Mejor posición |
| ----------------- | -------------- |
| Argentina (CAPIF) | 9              |

## Certificaciones
| País      | Organismo certificador | Certificación | Ventas certificadas | Ref.        |
| --------- | ---------------------- | ------------- | ------------------- | ----------- |
| Argentina | CAPIF                  | Platino       | 40 000              | [ 6 ] [ 7 ] |

## Créditos
Tan Biónica
- Chano Moreno Charpentier: voz, coros, piano.
- Diego Lichtenstein: batería, percusión, programaciones, coros.
- Sebastián Seoane: guitarras, coros.
- Bambi Moreno Charpentier: bajo, coros, sintetizadores, programaciones, guitarras.

Músicos invitados
- Germán Guarna: piano, órgano Hammond y sintetizadores en todas las canciones.
- Germán Wiedemer: hammond en «Hola noviembre» y «Poema de los cielos».
- Pepe Céspedes: coros en «Mis noches de enero», «Vamonos» y «Momentos de mi vida»; y guitarra en «Mis noches de enero».
- Oscar Righi: coros en «Mis noches de enero» y guitarra en «Ciudad mágica».
- Nano Campoliete: coros en «La melodía de Dios», «Mis noches de enero», «Mi vida secreta» y «Momentos de mi vida».
- Petit Hypnofón: sección de cuerdas en «Tus ojos mil», «Momentos de mi vida», «El asunto», «Poema de los cielos» y «Sinfonía de los mares».
  - Alejandro Terán: viola y dirección
  - Marta Roca: violín
  - Demián Luaces: violín
  - María Eugenia Castro: chelo
  - Lucas Argomedo: chelo

Producción
- Pepe Céspedes, Oscar Righi y Tan Biónica: producción
- Grabado en Roma & Romma Records y Estudios TB.
- Eduardo Pereyra: ingeniero de sonido y de mezcla.
- Emiliano Sasal: ingeniero de sonido y edición.
- Martin Pomares: ingeniero de sonido y edición.
- Masterizado en Sterling Sound (New York).
- Ted Jensen: masterización
- Andrés Villanova: drum tech

Otros
- Alejandro Ros: tapa
- Producción ejecutiva: Pirca Records